# گلوگاه (فیلم)
گلوگاه فیلمی به کارگردانی و نویسندگی محمدابراهیم معیری و تهیه‌کنندگی جهانگیر کوثری محصول سال ۱۳۸۹ است.
این فیلم پس از ۳ سال از تاریخ ساخت در تاریخ ۵ تیر ۱۳۹۲ در سینماهای ایران اکران شده‌است. گلوگاه چهارمین اثر سینمایی محمدابراهیم معیری است.
در بخش «تجلی اراده ملی» بیست و نهمین جشنواره بین‌المللی فیلم فجر٬ تندیس، لوح تقدیر و جایزه بهترین فیلم روستایی و جایزه مرکز ملی فرش ایران به فیلم سینمایی «گلوگاه» تعلق گرفت.
«گلوگاه» در بیست و پنجمین دورهٔ جشنوارهٔ بین‌المللی فیلم توکیو، تنها نماینده سینمای ایران بود و با استقبال مخاطبان روبرو شد.
این فیلم در ۱۳۹۲ مرداد ۱۳۹۵ با حضور محمدتقی فهیم و شهاب شهرزاد در برنامه هفت نقد و بررسی شد.

## بازیگران
- محمدهادی دیباجی
- کامران تفتی
- لادن مستوفی
- سیامک اطلسی
- علی اوسیوند
- ساقی زینتی
- حسن مهمانی
- سیدمحسن نبوی
- میرصلاح حسینی
- نوبر قنبریان
- محسن نبوی